# Everton, Merseyside
Everton är en stadsdel i Liverpool, i distriktet Liverpool, i grevskapet Merseyside, i England. Ward hade 17 454 invånare år 2021. Everton var en civil parish från 1866 till 1922 då den blev en del av Liverpool. Civil parish hade 124 414 invånare år 1921.